# Kishi Densetsu
Pour le jeu de l'unviers Gundam, voir SD Gundam Eiyuuden: Kishi Densetsu.
Kishi Densetsu (騎士伝説) est un jeu vidéo de stratégie sorti en 1993 sur Mega Drive et PC-98. Le jeu a été développé et édité par Kodansha.